# Екстрена контрацепція
Екстрена контрацепція (ЕК) — заходи запобігання вагітності, які використовуються жінками після незахищеного статевого акту. ЕК призначена для епізодичного використання і за своєю сутністю не є медикаментозним абортом (вже існуючу вагітність вони не переривають).
Існують у різних формах. Таблетки ЕК, які іноді називають просто екстреними контрацептивами — це фармакологічні засоби, які попереджують або затримують овуляцію, необхідну для запліднення.
Внутрішньоматкові спіралі зазвичай використовуються як основний прекоїтальний метод контрацепції, але іноді — як найефективніша форма ЕК. Проте, використання ВМК для екстреної контрацепції зустрічається відносно рідко.

## Визначення
ЕК — це заходи контрацепції, вжиті для зниження ризику вагітності після незахищеного статевого акту або коли інші регулярні заходи контрацепції не спрацювали належним чином або не були використані належним чином.  Екстрена контрацепція пропонується жінкам, які не бажають вагітніти, але мали незахищений секс у будь-який день менструального циклу, з 21-го дня після пологів, або з 5-го дня після аборту або викидня. Заходи ЕК включають прийом таблеток перорально або введення мідного внутрішньоматкового пристрою.
Екстрена контрацепція не є медикаментозним абортом, що застосовується для переривання вже існуючої вагітності.

## Історія розробки
У 1966 році гінеколог Джон Маклін Морріс (англ. John McLean Morris) і біологиня Гертруда Ван Вагенен (англ. Gertrude Van Wagenen) (Єльська школа медицини) повідомили про успішне використання пероральних таблеток естрогену у високих дозах як посткоїтальних контрацептивів у жінок та самок мавп макак резус, відповідно. Було вивчено кілька різних препаратів ЕК, заснованих на високих дозах естрогенів, і спочатку були сподівання, що посткоїтальна контрацепція виявиться життєздатною як постійний метод контрацепції.
Першими широко використовуваними методами ЕК були п'ятиденні курси прийому високих доз естрогенів з використанням діетилстильбестролу (DES) у США та етинілестрадіолу у Нідерландах.
На початку 1970-х років А. Альбертом Юзпе (англ. A. Albert Yuzpe, 1974) був розроблений «режим Юзпе»; досліджено посткоїтальну контрацепцію лише прогестином (1975); а також вперше для використання як ЕК був вивчений мідний внутрішньоматковий контрацептив (1975).
Даназол вивчався на початку 1980-х у надії, що він матиме менше побічних ефектів за «режим Юзпе», але виявився неефективним.
«Режим Юзпе» став стандартним курсом посткоїтальної контрацепції в багатьох країнах у 1980-х роках. Перший комбінований естроген-прогестиновий спеціальний препарат для ЕК, що відпускається лише за рецептом, Schering PC4 (етинілестрадіол і норгестрел), був схвалений у Великобританії в січні 1984 року та вперше проданий у жовтні 1984 року.
У 1985 році компанія «Schering AG» представила в Німеччині другий комбінований препарат, що відпускався за рецептом, Tetragynon (етинілестрадіол і левоноргестрел).
До 1997 р. комбіновані препарати ЕК виробництва «Schering AG», що відпускаються за рецептом, були схвалені лише в 9 країнах: Великобританії (Schering PC4), Новій Зеландії (Schering PC4), Південній Африці (E-Gen-C), Німеччині (Tetragynon), Швейцарії (Tetragynon), Данії (Tetragynon), Норвегії (Tetragynon), Швеції (Tetragynon) і Фінляндії (Neoprimavlar); але згодом був вилучений з маркетингу в Новій Зеландії в 1997 році аби запобігти його продажу без рецепта. Звичайні комбіновані оральні контрацептиви (які були менш дорогими та більш доступними) частіше використовувалися для «режиму Юзпе» навіть у країнах, де були доступні спеціальні препарати для ЕК.
З часом цікавість до застосування препаратів лише прогестину зросла. «Спеціальна Програма з Репродукції Людини» (англ. Special Programme of Research, Development and Research Training in Human Reproduction - HRP), міжнародна організація, членами якої є Світовий банк і Всесвітня організація охорони здоров'я, «зіграла піонерську роль у екстреній контрацепції», «підтвердивши ефективність левоноргестрелу». Після того, як ВООЗ провела велике випробування, порівнюючи «режим Юзпе» та левоноргестрел у 1998 році, комбіновані естроген-прогестинові препарати поступово вилучалися з ринків (Превен у США вилучений з продажу у травні 2004 року, Шерінг PC4 у Великобританії — в жовтні 2001 року, Тетрагінон у Франції) на користь екстреної контрацепції монопрепаратами прогестину, хоча в деяких країнах все ще можуть бути доступні спеціальні «засоби Yuzpe», що відпускаються лише за рецептом.
У 2002 році Китай став першою країною, в якій міфепристон був зареєстрований для використання як екстрений контрацептив.

## Таблетована ЕК

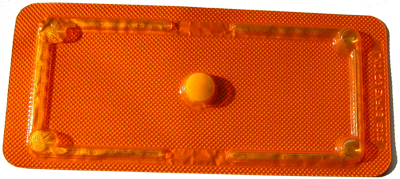
Таблетка для екстреної контрацепції.

Таблетки екстреної контрацепції, які ще називають екстреною гормональною контрацепцією, приймають всередину після незахищеного статевого акту або пошкодження презервативу.

### Різновиди
Доступні різноманітні таблетки екстреної контрацепції, включаючи комбіновані таблетки естрогену та прогестину, чисто прогестинові (левоноргестрел) таблетки та антипрогестин (уліпристалу ацетат або міфепристон) у формі таблеток для перорального застосування. Монопрепарати прогестину і анти-прогестину в таблетках доступні у спеціальних упаковках для використання екстреними протизаплідними таблетками. Таблетки екстреної контрацепції спочатку містили вищі дози того ж гормону (естрогени, прогестини, або обидва), які застосовуються в звичайних комбінованих оральних контрацептивах.
Комбіновані таблетки естрогену та прогестину більше не рекомендуються як таблетки для екстреної контрацепції (оскільки ця схема менш ефективна та частіше викликає нудоту). Для деяких звичайних комбінованих оральних контрацептивів (приймаються по 2–5 за раз у так званому «Режимі Юзпе») також була доведена ефективність як засобу екстреної контрацепції.
Чисто прогестинові таблетки екстреної контрацепції переважно містять левоноргестрел у вигляді однієї таблетки (або історично у вигляді розділеної дози двох таблеток, прийнятих з інтервалом у 12 годин), ефективний до 72 годин після статевого акту. Таблетки ЕК, що містять лише прогестин, продаються під різними торговими марками. Прогестинові засоби екстреної контрацепції мають статус безрецептурних у багатьох країнах (наприклад, Австралії, Бангладеш, Болгарії, Канаді, Кіпрі, Чехії, Данії, Естонії, Індії, Мальті, Нідерландах, Норвегії, Португалії, Румунії, Словаччині, Південній Африці, Швеції, Сполучених Штатах), проте продаються за рецептом в деяких інших країнах.
Антипрогестин уліпристалу ацетат доступний у вигляді мікронізованих таблеток екстреної контрацепції, ефективних до 120 годин після статевого акту. Уліпристалу ацетат для екстреної контрацепції розроблений «HRA Pharma» і доступний без рецепта в деяких країнах Європи і за рецептом у понад 50 країнах під торговими марками ellaOne, ella (продається «Watson Pharmaceuticals» у Сполучених Штатах), Duprisal 30, Ulipristal 30 і UPRIS.
В Україні станом на липень 2024 року доступні 2 форми випуску таблетованих препаратів для ЕК, що містять левоноргестрел — 1 таблетка 1,5 мг або 2 таблетки по 0,75 мг; і 1 форма випуску, що містить 1 таблетку уліпристалу ацетату 10 мг.
Антипрогестин міфепристон (також відомий як RU-486) доступний у п'яти країнах у вигляді таблеток екстреної контрацепції з низькою або середньою дозою, ефективний до 120 годин після статевого акту. Низькі дози міфепристону для ектреної контрацепції відпускаються за рецептом у Вірменії, Росії, Україні та В'єтнамі та від фармацевта без рецепту в Китаї. Екстрені контрацептиви з середньою дозою міфепристону доступні за рецептом у Китаї та В'єтнамі.
Комбіновані препарати, що містять естроген (етинілестрадіол) і прогестин (левоноргестрел або норгестрел), раніше були доступні як спеціальні таблетки ЕК під кількома торговими марками: Шерінг PC4, Тетрагінон, Неопримавлар, Превен (у Сполучених Штатах), але були вилучені з фармацевтичного ринку після того, як стали доступними більш ефективні чисто прогестинові таблетки (левоноргестрел) з меншою кількістю побічних ефектів. Якщо інші, більш ефективні, таблетки екстреної контрацепції (левоноргестрел, уліпристалу ацетат або міфепристон) недоступні, конкретні комбінації звичайних комбінованих оральних контрацептивів можна приймати розділеними дозами з інтервалом у 12 годин («схема Юзпе»), що діє до 72 годин після статевого акту.
Управління з контролю за продуктами і ліками (FDA) схвалило це використання не за призначенням (англ. off-label use) деяких марок звичайних комбінованих оральних контрацептивів у 1997 році. Станом на 2014 рік у Сполучених Штатах існувало 26 брендів звичайних комбінованих оральних контрацептивів, що містять левоноргестрел або норгестрел, і які можна використовувати в схемі екстреної контрацепції Юзпе коли немає доступу до більш ефективних варіантів.

### Механізм дії
Основним механізмом дії таблеток екстреної контрацепції, що містять лише прогестаген, є запобігання заплідненню шляхом пригнічення овуляції. Вони не мають жодних ефектів після запліднення, таких як запобігання імплантації. FDA США та європейське ЕМА схвалили етикетки (крім «HRA Pharma» НорЛево) таблеток екстреної контрацепції левоноргестрелу (на основі етикеток для звичайних оральних контрацептивних таблеток), де зазначено, що вони можуть спричинити ендометріальні зміни, які перешкоджають імплантації. Щоденне використання звичайних оральних контрацептивів може змінити ендометрій (хоча не було доведено, що це заважає імплантації), але ізольоване використання таблеток екстреної контрацепції левоноргестрелу не встигає змінити ендометрій.

У березні 2011 року Міжнародна федерація гінекології та акушерства (англ. International Federation of Gynaecology and Obstetrics - FIGO) опублікувала заяву, в якій зазначено:
|  | Огляд доказів свідчить про те, що таблетки ЕК лише з левоноргестрелом не можуть запобігти імплантації заплідненої яйцеклітини. Мови про імплантацію не повинно бути в маркуванні левоноргестрела у формі таблеток для ЕК. |

У червні 2012 року «Нью-Йорк Таймс» у редакційній статті закликала FDA видалити з етикетки непідтверджену інформацію про те, що таблетки ЕК левоноргестрелу пригнічують імплантацію. У листопаді 2013 року в Європейське агентство з лікарських засобів (EMA) схвалило зміну етикетки для "HRA Pharma" НорЛево зазначивши, що засіб ЕК не може запобігти імплантації заплідненої яйцеклітини.
Екстрений контрацептив, що містить лише прогестаген, не впливає на функцію маткових труб і не збільшує частоту позаматкових вагітностей.

Первинний механізм дії модулятора рецептора прогестерону у формі таблетки для ЕК, такі як низькі та середні дози міфепристону або уліпристалу ацетату, полягає в запобіганні заплідненню шляхом пригнічення або затримки овуляції. Одне клінічне дослідження показало, що післяовуляторне введення уліпристалу ацетату змінює ендометрій, але чи будуть зміни пригнічувати імплантацію, невідомо. Європейські етикеток таблеток ЕК уліпрісталу ацетату, схвалені EMA, не згадують про вплив на імплантацію, а в США схвалена FDA етикетка повідомляє:
|  | Зміни ендометрію, які можуть вплинути на імплантацію, також можуть сприяти ефективності. |

### Ефективність
Уліпристалу ацетат і середня доза міфепристону ефективніші, ніж левоноргестрел, і всі вони ефективніші, ніж «метод Юзпе».
Ефективність екстреної контрацепції виражається у відсотках зниження частоти вагітності при одноразовому застосуванні засобу екстреної контрацепції. Наприклад, формулювання «75% ефективності» слід розуміти таким чином:
|  | ... ці цифри не перетворюються на рівень вагітності 25 відсотків. Вони мають на увазі, що якщо 1000 жінок мають незахищений статевий акт в середні два тижні менструального циклу, то приблизно 80 з них завагітніють. Використання таблеток екстреної контрацепції зменшить цю кількість на 75 відсотків - до 20 жінок... |

Схема, що включає лише прогестин (з використанням левоноргестрелу), має 89 % ефективності. Станом на 2006 рік, маркування американського бренду Plan B пояснило цей рівень ефективності, заявивши:
|  | Сім із кожних восьми жінок, які завагітніли б, не завагітніють. |

У 1999 році мета-аналіз восьми досліджень комбінованої схеми («схеми Юзпе») дійшов висновку, що найкраща точкова оцінка ефективності становила 74 %. Аналіз двох найбільших досліджень комбінованих схем (Юзпе) у 2003 році з використанням іншого методу розрахунку виявив оцінки ефективності 47 % і 53 %.
Як для схем, що містять лише прогестин, так і для «схем Юзпе», ефективність екстреної контрацепції є найвищою при прийомі контрацептивного препарату протягом перших 12 годин після статевого акту та знижується з часом. Всесвітня організація охорони здоров'я (ВООЗ) припустила, що достатня ефективність може тривати до 120 годин (5 днів) після статевого акту.
Для 10 мг міфепристону, прийнятого протягом 120 годин (5 днів) після статевого акту, загальна оцінка трьох досліджень виявила ефективність 83 %. Огляд показав, що помірна доза міфепристону краща, ніж низькі дози прогестину або «схема Юзпе», причому затримка чергової менструації є основним побічним ефектом більшості режимів.
«HRA Pharma» змінила інформацію для Norlevo (левоноргестрел 1, 5 мг, що ідентично багатьом іншим препаратам ЕК) у листопаді 2013 року, попередивши, що згідно з дослідженнями препарат втрачає ефективність у жінок, які важать понад 75 кг, і є абсолютно неефективним для жінок, які важать понад 80 кг. Після розгляду Європейським агентством з лікарських засобів зазначену заяву було видалено з листівки. Агентство повідомило, що левоноргестрел є безпечним і ефективним методом екстреної контрацепції, незалежно від маси тіла.

### Безпека
Найпоширенішим побічним ефектом, про який повідомляли користувачки таблеток екстреної контрацепції, була нудота від 14 до 23 % жінок, які використовують лише левоноргестрел, і 50,5 % користувачок «режиму Юзпе»; блювання набагато менш поширене і нехарактерне для засобів ЕК, що містять лише левоноргестрел (5,6 % користувачок, які використовують лише левоноргестрел, проти 18,8 % із 979 «режиму Юзпе» у дослідженні ВООЗ 1998 року; 1,4 % із 2720 користувачок, які використовують лише левоноргестрел, у дослідженні ВООЗ 2002 року). Протиблювотні засоби не рекомендується регулярно застосовувати з препаратами ЕК, що містять лише левоноргестрел. Якщо жінка блює протягом 2 годин після прийому ЕК з левоноргестрелом, їй слід прийняти додаткову дозу якомога швидше.
Інші поширені побічні ефекти (про кожен повідомили менше 20 % користувачок, які отримували лише левоноргестрел, у дослідженнях ВООЗ у 1998 та 2002 роках) були біль у животі, втома, головний біль, запаморочення і підвищена чутливість грудей. Побічні ефекти зазвичай зникають протягом 24 годин, хоча зазвичай спостерігається тимчасове порушення менструального циклу. Якщо приймати високі дози прогестагену при застосуванні левоноргестрела перед овуляцією, може викликати кровотеча відміни прогестагену через кілька днів після прийому таблеток.
Одне дослідження показало, що близько половини жінок, які застосовували левоноргестрел для ЕК, мали вагінальну кровотечу протягом 7 днів після прийому таблеток. Якщо левоноргестрел приймати після овуляції, це може збільшити тривалість лютеїнової фази циклу, таким чином затримуючи менструацію на кілька днів. Міфепристон, якщо його приймати перед овуляцією, може затримати овуляцію на 3–4 дні (затримка овуляції може призвести до затримки менструації). Ці збої виникають лише в циклі, в якому були прийняті таблетки ЕК; в подальшому тривалість циклу істотно не змінюється. Якщо менструальний період у жінки затримується на два тижні або більше, рекомендується виконати тест на вагітність (більш раннє тестування може не дати точних результатів).
Існуюча вагітність не є протипоказанням з точки зору безпеки, оскільки не виявлено шкоди жінці, перебігу її вагітності або плоду при випадковому прийомі таблеток екстреної контрацепції, що містять лише прогестин або комбіновані засоби ЕК, проте засоби ЕК не показані жінкам з відомою або підозрюваною вагітністю, оскільки ЕК не ефективна у вагітних.
Всесвітня організація охорони здоров'я (ВООЗ) не зазначає жодного захворювання, для якого ризики прийому таблеток екстреної контрацепції переважають переваги. Американська академія педіатрії (англ. American Academy of Pediatrics - AAP) та експерти з екстреної контрацепції дійшли висновку, що таблетовані засоби ЕК, що містять лише прогестин, є кращими, ніж комбіновані, що містять естроген, для всіх жінок, особливо для тих, у кого в анамнезі були тромби, інсульт або мігрень.
Немає захворювань, при яких таблетовані засоби ЕК, що містять лише прогестин, абсолютно протипоказані. Наявна венозна тромбоемболія, поточний або анамнестичний рак молочної залози, запальні захворювання кишечника, гостра інтермітуюча порфірія — це умови, коли переваги використання таблеток екстреної контрацепції зазвичай переважають теоретичні або доведені ризики.
Таблетки екстреної контрацепції, як і всі інші контрацептиви, знижують абсолютний ризик позаматкової вагітності завдяки запобіганню вагітності як такої та відсутності підвищення відносного ризику позаматкової вагітності у жінок, які завагітніли після використання препаратів ЕК лише з прогестином.

### Взаємодії
Біотрансформація левоноргестрелу здійснюється шляхом метаболізму ферментами системи цитохрому CYP3A4 і прискорюється при одночасному застосуванні препаратів, які є індукторами ферментів CYP3A4. Відомими препаратами, що прискорюють метаболізм левоноргестерлу (і відповідно знижують його фармакологічну активність), є барбітурати, ізоніазид, карбамазепін, невірапін, рифампіцин, фенілбутазон, фенітоїн.
Трав'яний препарат звіробій, як і деякі фермент-індукуючі фармакологічні препарати, може знизити ефективність таблеток ЕК, і може знадобитися більша доза засобу ЕК особливо у жінок, які важать понад 75 кг.

## Внутрішньоматкова ЕК

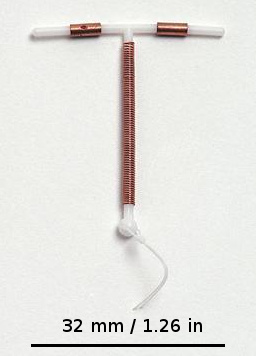
Внутрішньоматковий контрацептив з міддю (Paragard T 380A).

Ефективним заходом екстреної контрацепції є мідний Т-подібний внутрішньоматковий контрацептив (ВМК), який зазвичай рекомендується встановлювати протягом 5 днів після незахищеного статевого акту або до 5 днів після ймовірної овуляції. Деякі дослідження показали, що ВМК ефективний протягом 10 днів після незахищеного статевого акту для запобігання вагітності. Дослідження 2021 року показало, що гормональний ВМК був таким само ефективним у екстреній контрацепції, як мідний, хоча на даний момент клініцисти не пропонують його через відсутність досліджень на цю тему.

### Механізм дії
Введення ВМК є більш ефективним, ніж використання таблеток екстреної контрацепції — частота вагітності при використанні ВМК як засобу ЕК така ж, як і при звичайному їх застосуванні. На відміну від таблеток екстреної контрацепції, які діють, затримуючи овуляцію, мідний Т-подібний ВМК перешкоджає руху сперматозоїдів. Таким чином, мідний ВМК як засіб екстреної контрацепції має однакову ефективність в усіх діапазонах маси тіла. ВМК можна залишити на місці після наступної менструації, щоб забезпечити постійну контрацепцію протягом бажаного часу (до 12 і більше років).
Первинний механізм дії ВМК, які вивільняють мідь, як засобів екстреної контрацепції полягає у запобіганні запліднення через токсичність міді для сперми і яйцеклітини. Дуже висока ефективність внутрішньоматкових спіралей, що вивільняють мідь, як засобів екстреної контрацепції означає, що вони також повинні запобігати деяким вагітностям за допомогою ефектів після запліднення, зокрема запобігання імплантації.

## Екстрена контрацепція і сексуальне насильство
Починаючи з 1960-х, жінкам, проти яких було вчинено сексуальне насильство, пропонували діетилстильбестрол (DES). У теперішній час стандарт медичної допомоги полягає в тому, щоб запропонувати уліпристал або швидке розміщення мідного ВМК, який є найефективнішою формою ЕК. Однак дотримання цих найкращих практик залежить від можливостей відділення невідкладної допомоги. До того, як ці варіанти ЕК були доступні (у 1996 році), рівень вагітності серед жінок репродуктивного віку, які були зґвалтовані, становив близько 5 %. Попри те, що ЕК рекомендована після сексуального насильства, можливості для вдосконалення клінічної практики залишаються.

## Екстрена контрацепція в Україні
В Україні з початком повномасштабного вторгнення російської федерації 2022 року питання доступності засобів ЕК постало особливо гостро, зважаючи на масові випадки сексуального насильства російських окупантів проти українських жінок, дівчат та дівчаток. Тривають дискусії щодо безрецептурного відпуску гормональних засобів ЕК.

## Доступність за країнами

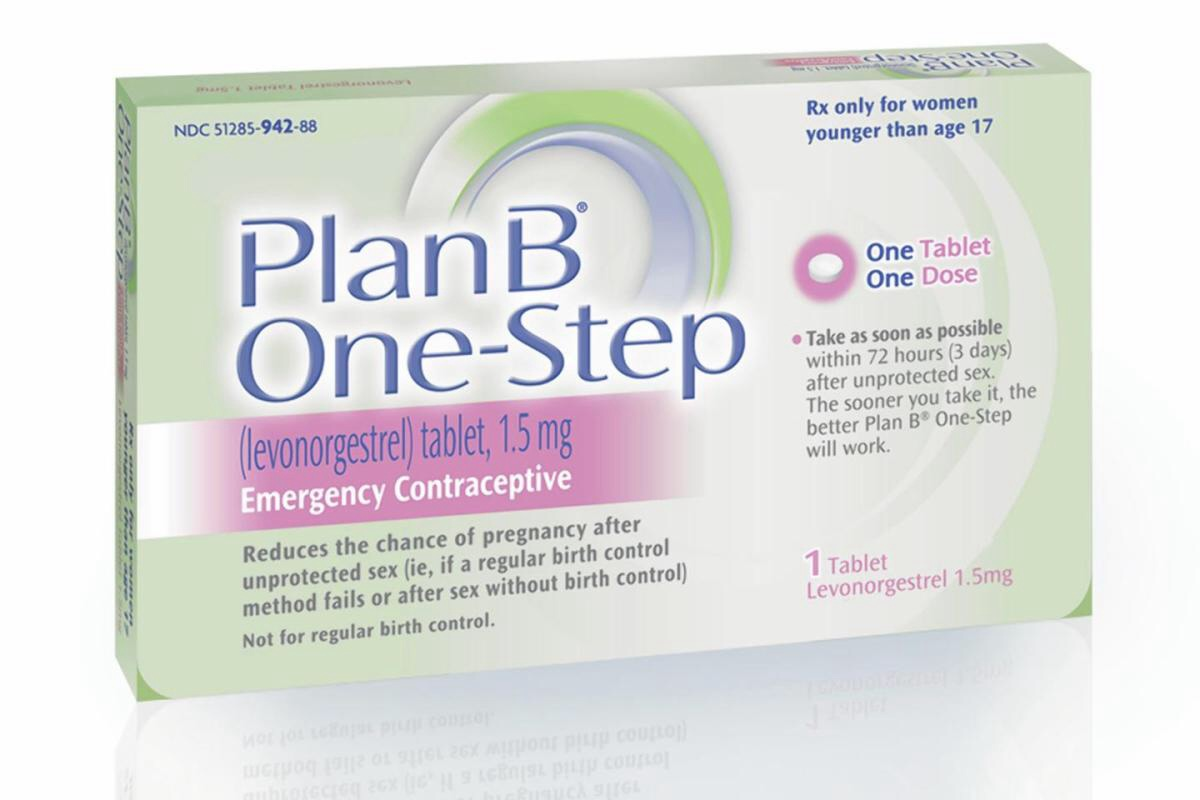
Упаковка з таблеткою ЕК (1,5 мг левоноргестрелу) з вимогою рецепту для дівчат, молодших за 17 років

Доступність засобів ЕК залежить від місцевого законодавства певної країни.
25 лютого 2014 року FDA схвалила необмежений продаж генеричних однотаблеткових засобів ЕК у США, знявши вікові обмеження або потребу в посвідченні особи для покупки.
В Україні станом на липень 2024 року за інформацією, доступною на сайті Державного реєстру лікарських засобів України, як ЕК зареєстровані таблетовані препарати левоноргестрелу (1 таблетка 1,5 мг або 2 таблетки по 0,75 мг) і уліпристалу ацетату (1 таблетка 30 мг). Всі препарати, що містять левоноргестрел або уліпристалу ацетат, є рецептурними. Проте за інформацією Європейського консорціуму з екстреної контрацепції (англ. European consortium for emergency contraception - ECEC) рецептурні таблетки ЕК неофіційно доступні в українських аптеках без рецепта.
Інформація про доступність таблетованих засобів ЕК у деяких країнах представлена в таблиці (уліпристалу ацетат — УПА, левоноргестрел — ЛНГ).
| Країна    | Регіон           | Доступність | У вільному продажі | Без рецепта | Вікові обмеження                                              | Вартість                                                                                                  | Поінформо-ваність | Примітки |
| --------- | ---------------- | ----------- | ------------------ | ----------- | ------------------------------------------------------------- | --- | ----------------- | --- |
| Австралія | Океанія          | Так         | Ні                 | (Лише ЛНГ)  | Немає                                                         | $20–$30 (ЛНГ)                                                                                             | 97 %              | Фармацевт може відмовити у видачі через релігійні переконання, але зобов'язаний скерувати жінку до іншого постачальника.                                          |
| Албанія   | Європа           | Так         | Так                | Так         | Немає                                                         | €15,60 (УПА), €4,50 (ЛНГ)                                                                                 | 66-75 %           | Наразі (2019 р.) єдиним доступним таблетованим засобом ЕК є Postinor-2 (левоноргестрел). Країна має запаси NorLevo з невідомих причин.                            |
| Австрія   | Європа           | Так         | Так                | Так         | Немає                                                         | €31,90 (УПА), €12,90–13,50 (ЛНГ)                                                                          | [ 101 ]           | Широко поширена помилкова думка, що ці препарати є абортивними.                                                                                                   |
| Бєларусь  | Європа           | Так         | Ні                 | Лише ЛНГ    | Немає                                                         | €17 (УПА), €10 (ЛНГ)                                                                                      |                   | [ 103 ] |
| Бельгія   | Європа           | Так         | Так                | Так         | Немає                                                         | €24,99 (€15,99 для жінок віком до 21 року) (УПА), €8,55–€9,85 (€0–€0,85 для жінок віком до 21 року) (ЛНГ) |                   | Повне відшкодування вартості рецепту жінкам віком до 21 року |
| Болгарія  | Європа           | Так         | Так                | Так         | Немає для УПА. Від 16 років для ЛНГ.                          | €22,00 (УПА) €15,00 (ЛНГ)                                                                                 |                   | |
| Китай     | Азія             | Так         | Ні                 | Так         |                                                               | |                   | |
| Польща    | Європа           | Так         | Ні                 | Ні [ 105 ]  |                                                               | | ≥84 %             | Широко поширена помилкова думка, що ці препарати є абортивними.                                                                                                   |
| США       | Північна Америка | (80 %)      | (лише ЛНГ)         | (лише ЛНГ)  | Немає                                                         | $40–50 USD (ЛНГ)                                                                                          | 45 %              | Приблизно 1 з 10 підліток неправильно вважали, що вони занадто молоді, аби одержати засоби ЕК без рецепта.                                                        |
| Україна   | Європа           | Так         | Ні                 | Ні          |                                                               | Препарати УПА недоступні (станом на липень 2024); €4,00–10,00 (ЛНГ).                                      | 51,1-61,4 %       | Неофіційно — доступний без рецепта |
| Фінляндія | Європа           | Так         | Ні                 | Так         | Немає                                                         | €33,60 (УПА), €18,87 (ЛНГ)                                                                                | >90 %             | Іноді надається безкоштовно в лікарнях і клініках планування сім'ї                                                                                                |
| Франція   | Європа           | Так         | Так                | Так         |                                                               | |                   | ЛНГ та УПА твільно доступні без рецепта як неповнолітнім, так і дорослим в аптеках, клініках планування сім'ї, медичних кабінетах середніх шкіл та університетів. |
| Чехія     | Європа           | Так         | Так                | †           | Немає для УПА. †До 17 років потрібен рецепт на препарати ЛНГ. | €24,50 (УПА), €21,00 (ЛНГ)                                                                                | ≥84 %             | [ 117 ] [ 118 ] |